# Pampeluze
Die Pampeluze ist ein kleiner Fluss in Frankreich, der in den Regionen Auvergne-Rhône-Alpes und Nouvelle-Aquitaine verläuft. Sie entspringt im Gemeindegebiet von Charensat, im Département Puy-de-Dôme, entwässert generell Richtung Nordwest bis Nord, erreicht unterhalb von Vergheas die Grenze zum benachbarten Département Creuse und folgt dieser bis zu ihrer Mündung als rechter Nebenfluss in den Cher, den er nach insgesamt rund 18 Kilometern an der Gemeindegrenze von Charron und Château-sur-Cher erreicht.

## Orte am Fluss
(Reihenfolge in Fließrichtung)
- Les Marmetoux, Gemeinde Charensat
- Vergheas
- Charron
- Murat, Gemeinde Saint-Maurice-près-Pionsat
- Bertranges, Gemeinde Château-sur-Cher